# Тігре (футбольний клуб)
«Клуб Атлетіко Тігре» або просто «Тігре» (ісп. Club Atlético Tigre) — професіональний аргентинський футбольний клуб з передмістя Буенос-Айреса Вікторія. Заснований 3 серпня 1902 року. Клубні кольори — синій та червоний. Футбольна команда продовжує виступати. Домашні матчі проводить на «Естадіо Хосе Делладжванна», Вікторія, Буенос-Айрес, який вміщує 26 282 глядачі. На даний час команда виступає в другому дивізіоні чемпіонату Аргентини. Клуб увійшов в історію аргентинського футболу, вигравши Кубок Суперліги 2019 та зіграв у Кубку Лібертадорес 2020.

## Досягнення
- Кубок Суперліги
  -  Володар (1): 2019

- Прімера Дивізіон
  -  Срібний призер (4): 2007, 2008, 2012, 2019

- Прімера Б Насьональ
  -  Чемпіон (7): 1912, 1945, 1953, 1979, 1994, 2004, 2005
  -  Срібний призер (6): 1944, 1952, 1960, 1967, 1976, 1983

## Відомі гравці
До списку потрапили футболісти, про яких існує стаття в українській вікіпедії
- Ернесто Альбаррасін
- Серхіо Араухо
- Хоакін Арсура
- Вальтер Асеведо
- Лукас Барріос
- Факундо Бертольйо
- Пабло Вітті
- Енріке Вольфф
- / Ектор Де Бургонь
- Луїс Іслас
- / Вісенте Кантаторе
- Луїс Карнілья
- Рамон М'єрес
- Норберто Мендес
- Хосе Монтьєль
- / Роке Ольсен
- Лукас Пратто
- Хайме Сарланга
- Адольфо Сумельсу
- Бернабе Феррейра
- Пабло Фонтанельйо
- Адріан Чорномаз
- / Константіно Урб'єта Соса
- / Маріано Пернія

## Відомі тренери
- Нестор Горосіто
- Федеріко Саккі
- Педро Трольйо
- / Мауро Каморанезі